# 根古地村
根古地村（ねこじむら）は、かつて岐阜県養老郡に存在した村である。
現在の養老郡養老町根古地に該当する。
当村発足時は多芸郡の村であったが、郡制施行後、養老郡の村となっている。

## 歴史
- 1889年（明治22年）7月1日 - 町村制により、根古地村発足。
- 1897年（明治30年）4月1日[2] - 郡制に基づき多芸郡の一部と上石津郡が合併し、養老郡となる。養老郡の村となる。
- 1897年（明治30年）4月1日 - 大巻村、根古地新田、大場村、釜段村、駒野新田と合併し、池辺村発足。同日根古地村は廃止。